# Тумор-супресорски гени
Ген за супресију тумора или анти-онкоген је ген који регулише ћелију током ћелијске деобе и репликације. Ако ћелија неконтролисано расте, доћи ће до појаве тумора. Када је тумор-супресорски ген мутиран, то доводи до губитка или смањења његове функције; у комбинацији са другим генетским мутацијама ово би могло омогућити ћелији да ненормално расте. Губитак функције ових гена може бити још значајнији за развој карцинома код људи, у поређењу са активирањем онкогена. 
Тумор-супресорски гени могу се сврстати у следеће категорије: гени чуваркуће, гене који се баве заштитом и новијим генима пејзажистима. Гени чуваркуће осигуравају стабилност генома репарацијом ДНК, а самим тим када су мутирани доводе до акумулације мутација. Истовремено, гени вратари директно регулишу раст ћелије или тиме што инхибишу напредовање ћелијског циклуса, или индукујући апоптозу. Коначно, гени пејзажисти регулишу раст доприносећи непосредном окружењу, када су мутирани могу да изазову окружење које промовише нерегулисану пролиферацију . Класификационе шеме се развијају како медицина као научна дисциплина напредује у областима као што су молекуларна биологиија, генетика и епигенетика. 

## Хипотеза са два поготка
За разлику од онкогена, гени за супресију тумора углавном следе хипотезу о два поготка, која наводи да оба алела код одређеног протеина морају да буду афицирана пре него што се ефекат манифестује  . Ако је оштећен само један алел за ген, други може да произведе довољно исправан полипептид да задржи одговарајућу функцију. Другим речима, мутирани алели тумор-супресорских гена обично су рецесивни, док су мутирани алели онкогена обично доминантни . 
Хипотезу са два поготка први је предложио АГ Кнудсон за случајеве ретинобластома .  Приметио је да је 40% случајева ове болести у САД узроковано мутацијом у герминативним ћелијама. Међутим, афицирани родитељи могли су да имају потомство без те болести; али деца која нису афицирана постали су родитељи деце са ретинобластомом.  Ово указује да неко може наследити мутиране гамете, али и да има нормалан фенотип. Кнудсон је приметио да је узраст у коме се ретинобластом први пут развио следио кинетику другог реда, што имплицира да су потребна два независна генетска догађаја. Препознао је да је то у складу са рецесивном мутацијом која укључује један ген, али која захтева дво-алелну мутацију. Хередитарни случајеви подразумевају наслеђивање мутације и једну мутацију у нормалном алелу. Не-наследни ретинобластом укључује две мутације, по једну на сваком алелу. Кнудсон је такође напоменуо да су наследни случајеви често развили билатералне туморе и да би их развили раније у животу, у поређењу са не-наследним случајевима када су појединци били погођени само једним тумором. 
Постоје изузеци од правила два ударца за туморске супресоре, као што су одређене мутације у генском производу p53 . мутације p53, познатог и као ”чувар хуманог генома”, могу функционисати као доминантни негатив, што значи да мутирани p53 протеин може спречити функцију природног протеина произведеног из немутираног алела.  Остали тумор-супресорски гени који не следе правило два поготка су они који показују хаплоинсуфицијенцију, укључујући PTCH у медулобластому и NF1 у неурофиброми. Други пример је p27, инхибитор ћелијског циклуса, који када је његов један алел мутиран изазива повећану осетљивост на канцероген. 

## Функције
Тумор супресорски гени, тачније, протеини који су њихов производ, могу имати репресивни ефекат на регулацију ћелијског циклуса, подстичући апоптозу или понекад и једно и друго. Протеини супресори тумора функционишу на различите начине, што укључује следеће: 
1. Репресија гена која је неопходна за наставак напредовања ћелијског циклуса. Ако се ти гени не експримирају, ћелијски циклус се не наставља, ефикасно инхибирајући деобу ћелије .
2. Спајање ћелијског циклуса са оштећењем ДНК . Све док је у ћелији оштећена ДНК, она се не сме делити. Ако се оштећења могу поправити, ћелијски циклус се може наставити.
3. Апоптоза . Ако се оштећења не могу поправити, ћелија треба да иницира апоптозу (програмирану ћелијска смрт) да уклони претњу коју представља за организам у целини.
4. Адхезија ћелија . Неки протеини који учествују у ћелијској адхезији спречавају ширење туморских ћелија, блокирају инхибицију губитка контакта и инхибирају метастазе . Ови протеини су познати као за метастазни супресори . [10] [11]
5. Механизми оправке ДНК . Гени чуваркуће кодирају протеине који функционишу у поправљању мутација у геному, спречавајући мутиране ћелије да се деле. Даље, повећана стопа мутација услед смањене поправке ДНК доводи до повећане инактивације других супресора тумора и активирања онкогена. [12]

## Примери
Најчешће инактивирани гени за супресију тумора су:  
p53 (углавном у виду повратних тачкастих мутација и хетерозиготним делецијама ; ретко се хомозиготно бришу); присутни су у 30% случајева свих хуманих канцера 
CDKN2A / CDKN2B (најчешће хомозиготно избрисани ген код свих случајева хуманих канцера); два функционално неповезана тумор-супресорска гена у истом локусу, готово увек заједно елиминисана 
PTEN (тачкасте мутације, хетерозиготна делеција и би-алелне делеције): трећи најчешће измењени тумор-супресорски ген; губитак је повезан са лошом прогнозом код многих карцинома. 
Постоји много различитих гена за сузбијање тумора, укључујући 
Поред корелативних генских података, важност туморске генезе ових гена потврђена је узрочно у генетски инжењерским код мишева ( GEM). 
- Ретинобластомски протеин (pRb) . pRb је први протеин супресор тумора откривен у хуманом ретинобластому ; међутим, новији подаци упућују и на pRb као фактор преживљавања тумора. RB1 ген је гене који блокира пролиферацију ћелија, регулише дељење ћелија и ћелијску смрт [6] . Конкретно, pRb спречава напредовање ћелијског циклуса из G1 фазе у S фазу везањем на E2F и потискивањем потребне транскрипције гена [13] . Ово спречава ћелију да реплицира своју ДНК ако дође до оштећења.
- p53. TP53, ген вратар, кодира протеин p53, који је назван назван "чуваром генома". p53 има много различитих функција у ћелији, укључујући поправљање ДНК, изазивање апоптозе, транскрипције и регулисање ћелијског циклуса [14] . Мутирани p53 повезан је са многим карциномима код људи, од 6,5 милиона дијагноза канцера сваке године око 37% је повезано са мутацијама p53. То га чини популарном темом за нове терапије против канцера. Хомозиготни губитак p53 налази се код 65% карцинома дебелог црева, 30-50% карцинома дојке и 50% карцинома плућа. Мутирани p53 је такође укључен у патофизиологију леукемије, лимфома, саркома и неурогених тумора. Абнормалности гена p53 могу се наследити у синдрому Ли-Фраумени (ЛФС), што повећава ризик од развоја различитих врста карцинома.
- BCL2. BCL2 је породица протеина који су укључени или у индукцију или инхибирање апоптозе [15] . Главна функција је у одржавању састава мембране митохондрија и спречавање отпуштања цитохрома C у цитосол. Када се цитокром C ослободи из митохондрија, он започиње сигналном каскадом процес апоптозе [16] .
- SWI / SNF. SWI / SNF је комплекс за ремоделовање хроматина који се губи у око 20% тумора [17] . Комплекс се састоји од 10-15 субјединица кодираних са 20 различитих гена. Мутације у појединим комплексима могу довести до погрешног савијања, што компромитује способност комплекса да функционишу заједно као целина. SWI / SNF имају способност померања нуклеозома, што кондензује ДНК, омогућавајући транскрипцију или блокирање транскрипције за одређене гене. Ако је ова особина мутирана може доћи до укључивања или искључивања гена у погрешно време.

Како се трошак секвенцирања ДНК и даље смањује, може се секвенционирати више карцинома. То омогућава откривање нових тумор-супресора, као и да послужи као идеја за откривање начина терапије и излечења различитих карцинома у будућности. Остали примери тумор-супресора укључују pVHL, APC, CD95, ST5, YPEL3, CT7 и ST14, p16, BRCA2, APC  . 